# Clarens (Zuid-Afrika)
Clarens is een plaats met 750 inwoners in de Zuid-Afrikaanse provincie Vrijstaat, aan de voet van het Malutigebergte. Het valt onder de gemeente Dihlabeng in het district Thabo Mofutsanyane. De plaats staat bekend als het "juweel van de Vrijstaat".
Clarens is vernoemd naar een gelijknamig dorp in Zwitserland, de sterfplaats van de Transvaalse president Paul Kruger.

## Subplaatsen
Het nationaal instituut voor de statistiek, Stats SA, deelt sinds de volkstelling van 2011 deze hoofdplaats in in 3 zogenaamde subplaatsen (sub place):
- Clarens Golf & Trout Estate
- Clarens Mountain Estate
- Clarens SP

## Galerij

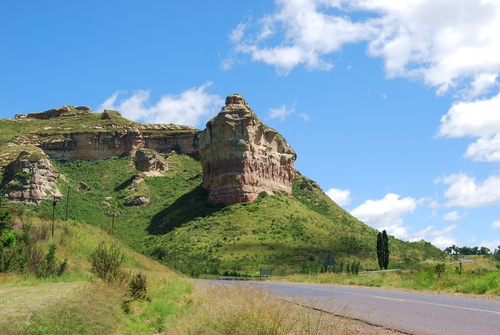
Titanic Rock
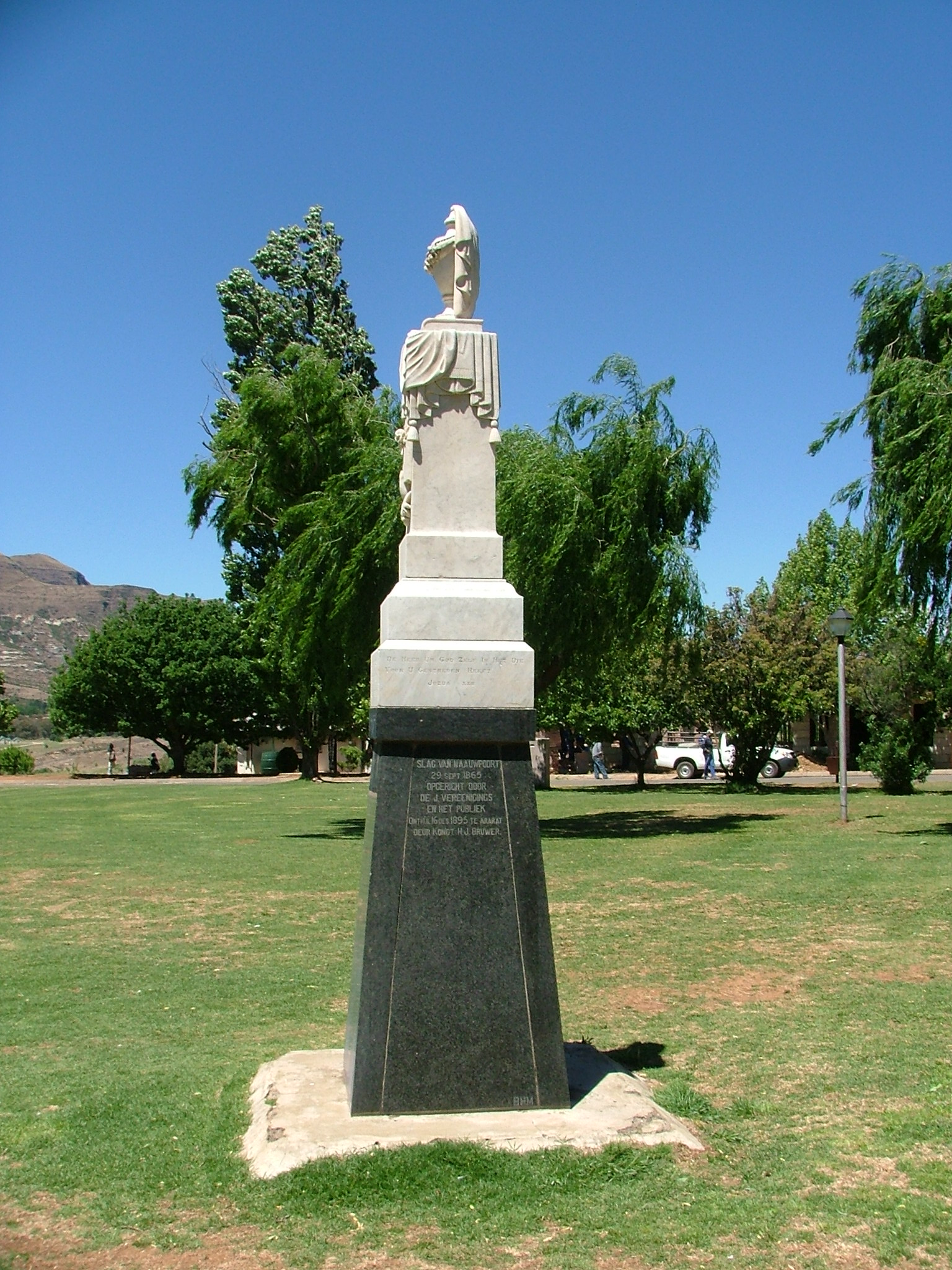
Naauwpoortmonument
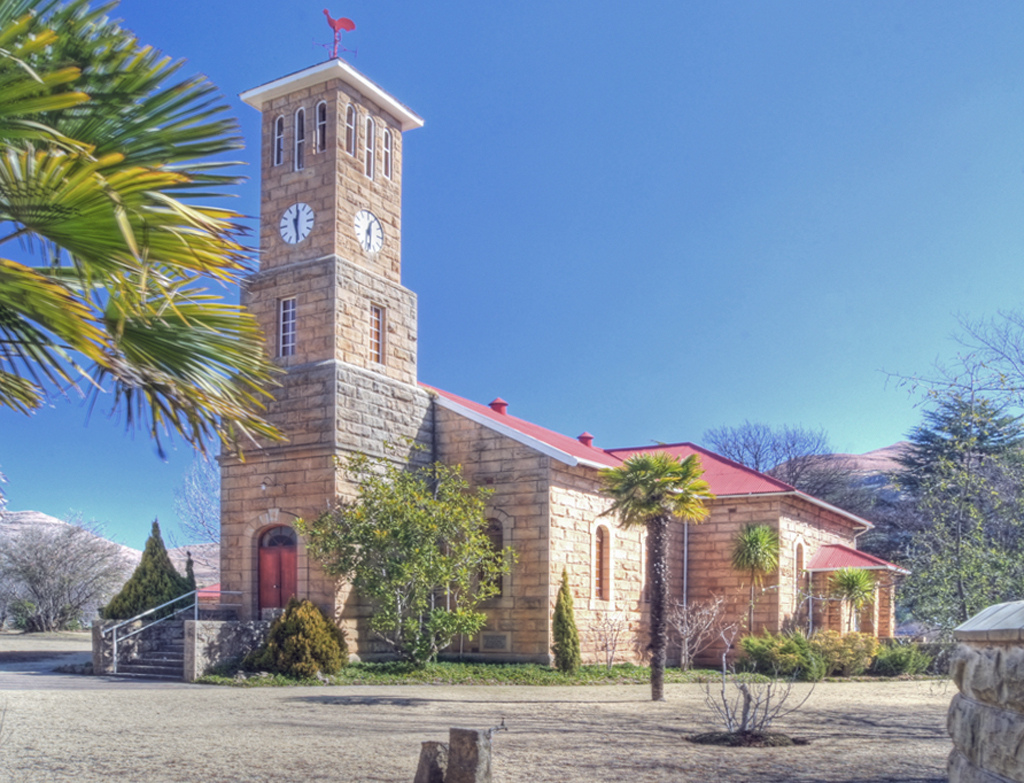
Nederlandse Hervormde Kerk
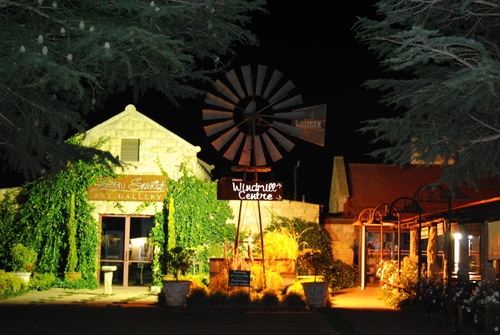
Windmill Centre